# Jullié
Jullié és un municipi francès situat al departament del Roine i a la regió d'Alvèrnia-Roine-Alps. L'any 2007 tenia 412 habitants.

## Demografia

### Població
El 2007 la població de fet de Jullié era de 412 persones. Hi havia 176 famílies de les quals 58 eren unipersonals (33 homes vivint sols i 25 dones vivint soles), 45 parelles sense fills, 61 parelles amb fills i 12 famílies monoparentals amb fills.
La població ha evolucionat segons el següent gràfic:
Habitants censats

### Habitatges
El 2007 hi havia 268 habitatges, 176 eren l'habitatge principal de la família, 45 eren segones residències i 47 estaven desocupats. 241 eren cases i 25 eren apartaments. Dels 176 habitatges principals, 122 estaven ocupats pels seus propietaris, 41 estaven llogats i ocupats pels llogaters i 13 estaven cedits a títol gratuït; 2 tenien una cambra, 12 en tenien dues, 26 en tenien tres, 49 en tenien quatre i 87 en tenien cinc o més. 113 habitatges disposaven pel capbaix d'una plaça de pàrquing. A 78 habitatges hi havia un automòbil i a 81 n'hi havia dos o més.

### Piràmide de població
La piràmide de població per edats i sexe el 2009 era:
| Homes | Edats   | Dones |
| ----- | ------- | ----- |
| 0     | 95 o +  | 0     |
| 0     | 90 a 94 | 0     |
| 0     | 85 a 89 | 8     |
| 4     | 80 a 84 | 4     |
| 8     | 75 a 79 | 8     |
| 20    | 70 a 74 | 16    |
| 8     | 65 a 69 | 8     |
| 8     | 60 a 64 | 12    |
| 8     | 55 a 59 | 8     |
| 12    | 50 a 54 | 4     |
| 24    | 45 a 49 | 24    |
| 8     | 40 a 44 | 12    |
| 8     | 35 a 39 | 8     |
| 20    | 30 a 34 | 16    |
| 12    | 25 a 29 | 4     |
| 16    | 20 a 24 | 12    |
| 4     | 15 a 19 | 12    |
| 4     | 10 a 14 | 16    |
| 4     | 5 a 9   | 4     |
| 4     | 0 a 4   | 4     |

## Economia
El 2007 la població en edat de treballar era de 259 persones, 205 eren actives i 54 eren inactives. De les 205 persones actives 193 estaven ocupades (107 homes i 86 dones) i 12 estaven aturades (3 homes i 9 dones). De les 54 persones inactives 23 estaven jubilades, 23 estaven estudiant i 8 estaven classificades com a «altres inactius».

### Ingressos
El 2009 a Jullié hi havia 169 unitats fiscals que integraven 390 persones, la mediana anual d'ingressos fiscals per persona era de 14.351,5 €.

### Activitats econòmiques
Dels 10 establiments que hi havia el 2007, 1 era d'una empresa extractiva, 2 d'empreses de construcció, 1 d'una empresa de comerç i reparació d'automòbils, 2 d'empreses d'hostatgeria i restauració, 2 d'empreses d'informació i comunicació, 1 d'una empresa financera i 1 d'una entitat de l'administració pública.
Dels 2 establiments de servei als particulars que hi havia el 2009, 1 era un electricista i 1 restaurant.
L'any 2000 a Jullié hi havia 57 explotacions agrícoles que ocupaven un total de 330 hectàrees.

## Equipaments sanitaris i escolars
El 2009 hi havia una escola elemental.

## Poblacions més properes
El següent diagrama mostra les poblacions més properes.